# Pistoia Basket 2000
El Pistoia Basket 2000, conocido también por motivos de patrocinio como OriOra Pistoia, es un equipo de baloncesto italiano con sede en la ciudad de Pistoya, que compite en la Serie A , la primera división del baloncesto en Italia. Disputa sus partidos en el PalaCarrara, con capacidad para 3.916 espectadores.

## Historia
El equipo nace como Libertas en tiempos de la posguerra, convirtiéndose en el Olimpia Basket Pistoia a mediados de los años 70. Alcanzan la Serie B en 1984, la Serie A2 en 1987 y finalmente la A1 en 1992, llegando a participar en la Copa Korac en 1997, alcanzando los octavos de final.
En el año 2000, tras no poder mantenerse por motivos económicos, el club se reconstruye partiendo de las categorías inferiores, con la nueva denominación de Pistoia Basket 2000. Disputan la Serie B hasta 2007, cuando logran el ascenso a la Legadue, la vieja segunda división en Italia. En 2013, tras finalizar segundos en la liga regular y ganar los play-off, los pistoiesi logran el ascenso a la Serie A.

## Patrocinadores
Por motivos de patrocinio, el club ha tenido diversos nombres a lo largo de su historia:
- Cassa di Risparmio Pistoia (2002-2005)
- Associazione Vivaisti Pistoia (2005-2006)
- Power Dry Pistoia (2006-2007)
- Carmatic Pistoia (2007-2010)
- Tuscany Pistoia (2010-2011)
- Giorgio Tesi Group Pistoia (2011-)
- The Flexx Pistoia (-2018)
- OriOra Pistoia (2018-presente)

## Registro por Temporadas
| Temporada | División | Liga    | Posición | Play-Offs        | Competición Europea |
| --------- | -------- | ------- | -------- | ---------------- | ------------------- |
| 2010–11   | 2        | LegaDue | 8        | –                | –                   |
| 2011–12   | 2        | LegaDue | 2        | Campeones        | –                   |
| 2012–13   | 2        | LegaDue | 2        | Subcampeones     | –                   |
| 2013–14   | 1        | Serie A | 8        | Cuartos de final | –                   |
| 2014–15   | 1        | Serie A | 9        | -                | –                   |
| 2015–16   | 1        | Serie A | 6        | Cuartos de final | –                   |
| 2016–17   | 1        | Serie A | 7        | -                | –                   |
| 2017–18   | 1        | Serie A | 13       | -                | –                   |
| 2018–19   | 1        | Serie A | 15       | -                | –                   |

## Palmarés
- Campeón Legadue: - 2013
- Campeón B1: - 2007
- Finalista Play-Offs Legadue: - 2012

## Jugadores destacados
| - Jonathan Tavernari - Gregor Fučka - Gregor Hafnar - Diego Fajardo - Sylvere Bryan - Guillaume Yango - Valerio Amoroso - Andrea Cinciarini - Daniele Cinciarini - Vincenzo Esposito - Giacomo Galanda - Daniele Magro - Guido Rosselli - Matteo Soragna | - Jānis Porziņģis - Michael Hicks - Martin Ringstrom - Ken Barlow - Gilbert Brown - Joe Bryant - Ed Daniel - Ronald Davis - Tony Easley - Joseph Forte - Dan Gay - Kyle Gibson - Langston Hall - Dwight Hardy | - JaJuan Johnson - Linton Johnson - Robert Jones - Travis Mays - Landon Milbourne - William Phillips - Tony Skinn - Tamar Slay - Irving Thomas - Jarvis Varnado - Brad Wanamaker - Deron Washington - C.J.Williams |